# 卡塔利亞烏帕齊拉
卡塔利亞是孟加拉國的一個烏帕齊拉，位於巴里薩爾專區的恰洛加蒂縣。

## 人口
卡塔利亞烏帕齊拉共有戶數23904戶。據1991年孟加拉國人口普查，該地共有人口123298人，其中男性佔比50.02%，女性49.98%；成年人口63714人。該地7歲以上人口之平均識字率為50.9%，高於全國平均值（32.4%）。